# L'Italia che non sai
L'Italia che non sai è stato un programma televisivo italiano di Rai 1 condotto da Claudia Andreatti, Enrica Maria Saraniti e Natalia Borges: la trasmissione è andata in onda nell'estate 2012 nello slot tradizionale di Domenica In... Così è la vita, dalle 16:35.

## Descrizione
Il programma, in onda dopo il TG1 della domenica pomeriggio, è strutturato come un viaggio avventuroso in tre puntate in cui le tre conduttrici viaggiano nei paesi italiani: infatti la trasmissione ha lo scopo di pubblicizzare le località turistiche italiane. La conduzione è affidata ad un trio femminile composto da Claudia Andreatti, ex Miss Italia, Enrica Sarantini, concorrente del Grande Fratello, e la modella brasiliana Natalia Borges.
Il programma, simile a On the Road, ideato e scritto da Fabrizio Silvestri e Laura Muzzupappa, è diretto da Marco Martini ed è prodotto dalla Real Management SRL per Rai 1: ogni singola puntata della trasmissione dura circa dai 45 ai 60 minuti.

## Ascolti
| Puntate | Data           | Orario        | Telespettatori | Share  |
| ------- | -------------- | ------------- | -------------- | ------ |
| 1       | 15 luglio 2012 | 16.35 - 17.20 | 853.000        | 08,14% |
| 2       | 22 luglio 2012 | 17.00 - 18.00 | 863.000        | 08,38% |
| 3       | 29 luglio 2012 | 17.00 - 18.00 | 784.000        | 06,98% |
| 4       | 5 agosto 2012  | 16.35 - 17.20 | 714.000        | 06,53% |